# Tres eran tres
Tres eran tres ist ein im deutschsprachigen Raum nicht gezeigter Episodenfilm aus dem Jahr 1955 in vier Teilen. Die Komödie nimmt dabei unterschiedliche Filmgenres auf die Schippe, darunter auch den Horrorfilm und den Western.

## Handlung
Nach einem Prolog (Tribunal) folgen komische Erlebnisse mit Monstern (Una de monstruos), im Westen (Una de indios) und als Musical (Una de pandereta).
Una de monstruos: Dr. Salsamendi erschafft sein eigenes, an das von Frankenstein gemahnende Monster.
Una de indios: Ein Friedensvertrag mit den Indianern wird abgeschlossen, damit entlang der Bahnlinie ein Saloon gebaut werden kann.